# 도평초등학교 (경북)
도평초등학교는 대한민국 경상북도 청송군 현동면 도평리에 있는 공립 초등학교이다.

## 학교 연혁
- 1927년 6월 27일 도평공립보통학교 설립 인가
- 1927년 9월 19일 도평공립보통학교 개교
- 1938년 4월 1일 도평공립심상소학교 개칭
- 1941년 4월 1일 도평공립국민학교 개칭
- 1946년 9월 1일 도평국민학교 개칭
- 일자미상 도평국민학교 개일분교 설립 인가
- 1948년 9월 6일 개일분교장 개교
- 1949년 8월 20일 개일분교 국민학교 승격 인가
- 1949년 9월 3일 개일분교장 개일국민학교 승격 분리
- 1981년 3월 2일 병설유치원 1학급 인가
- 1987년 3월 1일 특수학급 1학급 인가
- 1992년 9월 1일 개일국민학교 폐교 및 본교 통합
- 1993년 3월 22일 학교 급식 운영
- 1996년 3월 1일 도평초등학교 개칭
- 2021년 3월 1일 제30대 박경희 교장 부임
- 2022년 2월 11일 제92회 졸업(졸업생 총 4,584명)
- 2022년 3월 1일 초등 7학급, 유치원 1학급 편성

## 학교 상징
- 교화 : 장미 - 아름다운 붉은 빛깔은 불타는 정열을, 아름다운 향기는 고상한 인품을, 가시는 다른 것으로부터 자신을 보호하는 자위정신을 상징
- 교목 : 향나무 - 늘 푸르고 싱싱함은 변치 않는 절개를, 치밀하고 단단함은 굳은 의지를, 그윽한 향기는 고상한 성품을, 죽어서까지 널리 애용됨은 봉사와 희생 정신을 나타냄

## 참고 자료
- 도평초등학교 - 한국교육학술정보원 학교알리미